# Johanna Westerman
Johanna Westerman (Amsterdam, 15 december 1866 – aldaar, 2 juli 1943) was een Nederlandse onderwijzeres en politica. Zij werd in 1921 het tweede vrouwelijke lid van de Tweede Kamer.
Westerman was de dochter van een boekhandelaar die in 1872 overleed. De latere bankier Willem Westerman was een oudere broer van haar. Zij volgde de driejarige HBS en de kweekschool en behaalde verschillende onderwijsaktes. Vanaf 1886 werkte zij in verschillende functies in het onderwijs. Vanaf 1909 vervulde zij bestuursfuncties in de Nederlandsche Bond voor Vrouwenkiesrecht.
Van 1921 tot 1933 was Westerman lid van de Tweede Kamer, aanvankelijk voor de Economische Bond, vanaf 1925 voor de Vrijheidsbond. Als onderwijsdeskundige stond zij goed bekend bij haar mannelijke collega's en bij de parlementaire pers. Ook zette zij zich in het algemeen in voor vrouwenemancipatie, bijvoorbeeld door een amendement over de benoembaarheid van vrouwen tot burgemeester of gemeentesecretaris. (Pas in 1946 werd Truus Smulders-Beliën benoemd tot de eerste vrouwelijke burgemeester.) Na 1933 was Westerman nog bestuurslid en uiteindelijk presidente van de Nederlandse Vrouwen Raad.

## Familie
Westerman stamde uit de van oorsprong Duitse geslacht Westerman dat zich in de achttiende eeuw in Amsterdam vestigde en zich opwerkte tot het lokale patriciaat. Bekende leden van dit geslacht zijn verder nog dr. Gerardus Frederik Westerman (1807-1890), oprichter van Natura Artis Magistra en haar neef (en evenals zijzelf Tweede Kamerlid) mr. dr. William Marten Westerman (1892-1950).

## Bron
- Nederland's Patriciaat 1950, p. 377 (met afbeelding tussen p. 376 en p. 377)